# Florian Planker
Florian Planker (Bolzano, 8 febbraio 1977) è un hockeista su slittino ed ex sciatore alpino paralimpico italiano.

## Biografia
Nato a Bolzano ma cresciuto a Selva di Val Gardena, era una speranza dell'hockey su ghiaccio gardenese quando, all'età di 17 anni, perse una gamba in un incidente motociclistico.
Nello sci alpino paralimpico ha vinto un bronzo alle Paralimpiadi di Salt Lake City 2002 nel SuperG ed un bronzo ai campionati del mondo di sci alpino paralimpico nel 2004. Nello sci alpino ha partecipato anche alle paralimpiadi di Nagano 1998 e Torino 2006.
Dopo le paralimpiadi 2006 si è dedicato all'hockey su slittino, di cui è considerato, assieme ad Andrea Chiarotti, uno dei promotori della disciplina in Italia. Ha vinto diciassette titoli italiani e cinque coppe Italia con le South-Tyrol Eagles, mentre con la nazionale azzurra ha vinto una medaglia d'oro (2011) ed una d'argento (2016) ai campionati europei. Sempre con la maglia dell'Italia ha disputato diverse edizioni del campionato del mondo ed ha preso parte alle paralimpiadi di Vancouver 2010 e Soči 2014.

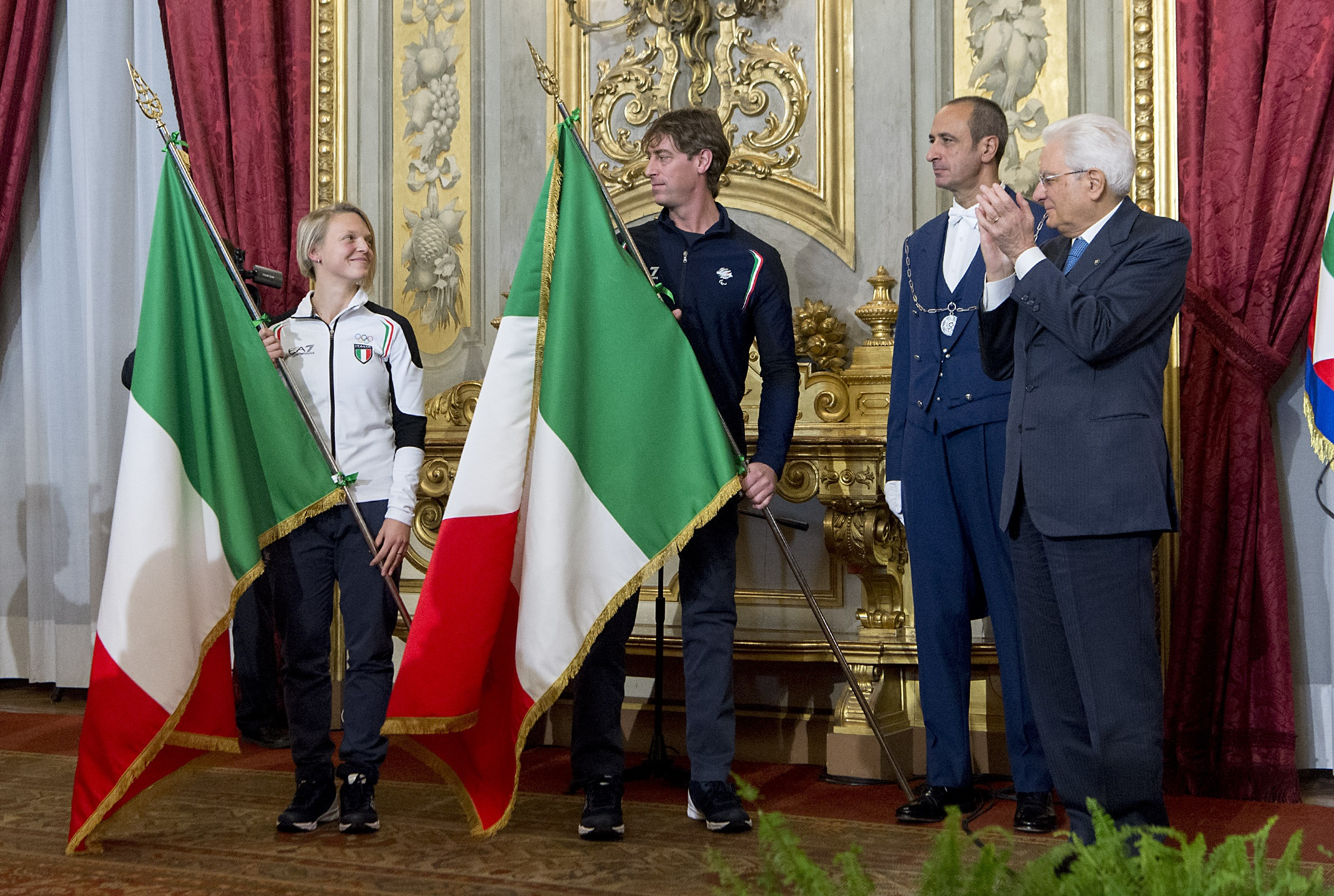
Planker e Arianna Fontana col presidente Sergio Mattarella alla cerimonia di consegna della bandiera per Pyeongchang 2018

In vista dei giochi paralimpici di Pyeongchang 2018, sua sesta partecipazione personale, è stato scelto dal Comitato Italiano Paralimpico quale portabandiera dell'Italia. Ha ricevuto il tricolore dalle mani del presidente della Repubblica Sergio Mattarella in una cerimonia al palazzo del Quirinale il 18 dicembre 2017, assieme ad Arianna Fontana, portabandiera designata dal CONI per i giochi olimpici.

## Palmarès

### Sci alpino paralimpico
- Salt Lake City 2002 - SuperG, cat. LW2
- Wildschonau 2004 - Discesa libera

### Hockey su slittino

#### Club
- Campionato italiano di hockey su slittino: 17

South-Tyrol Eagles: 2007-2008, 2008-2009, 2009-2010, 2010-2011, 2011-2012, 2013-2014, 2014-2015, 2015-2016, 2016-2017, 2017-2018, 2018-2019, 2019-2020, 2020-2021, 2021-2022, 2022-2023, 2023-2024, 2024-2025
- Coppa Italia/Trofeo Andrea Chiarotti: 6

South-Tyrol Eagles: 2017-2018, 2019-2020, 2020-2021, 2022, 2023, 2025

#### Nazionale

##### Campionati europei
- Sollefteå 2011
- Östersund 2016